# Drosophila flumenicola
Drosophila flumenicola är en tvåvingeart som beskrevs av Hide-aki Watabe och Peng 1991. Drosophila flumenicola ingår i släktet Drosophila och familjen daggflugor.
Artens utbredningsområde är provinsen Guangdong i Kina.